# Böröndy Katalin
Böröndy Katalin (Budapest, 1937. szeptember 1. –) magyar színésznő.

## Életpályája
1954–1958 között a Színház- és Filmművészeti Főiskola hallgatója volt. 1958–1966 között a Petőfi Színház tagja volt, amit előbb Jókai, majd Thália Színházzá neveztek át. 1967-ben külföldre ment.
Többek között Theodore Dreiser Amerikai tragédia és Fejes Endre Rozsdatemető című regényének színpadi változatában aratott sikert. Első filmszerepét még főiskolás korában kapta meg. Általában kihívó külsejű fiatal leányokat elevenített meg mellékszerepekben.

### Magánélete
Első férje Inke László színész volt. Második férje olasz volt, tőle született a lánya 1973-ban, Tonella Claudia. Harmadik férje kereskedő volt. Unokaöccse Hirtling István színművész.

## Színházi szerepei

### Böröndi Kati néven
- Kolozsvári Grandpierre Emil: A ló két oldala... Ildikó
- Diderot: Az apáca... Franciska nővér
- Albee: Bessie Smith halála... Második ápolónő
- Kováts-Kaposy-Somogyi: Nem nálunk történt

### Böröndy Kati néven
- Bárány Tamás: A második kakasszó... Erzsike
- Bíró Lajos: Sárga liliom... Judit
- Ilf-Petrov: Tizenkét szék... Színésznő
- Blazek: Mesébe illik... Vera
- Fischer: Kimenő... Ida
- Gáspár Margit: Égiháború... Titkárnő
- Kuprijanov: A XX. század fia... Praszkovja
- Fehér Klára: Kevés a férfi... Lonci
- Vészi Endre: Árnyékod át nem lépheted... Dzsina
- Pogogyin: Arisztokraták... Tetovált nő
- Maurice Maeterlinck: Kék madár... Víz
- Bertolt Brecht: Állítsátok meg Arturo Uit!... Dockdaisy
- Vészi Endre: Don Quijote utolsó kalandja.. Dolorosa
- Fjodor Mihajlovics Dosztojevszkij: Bűn és bűnhődés... Daria Pavlovna
- Dreiser: Amerikai tragédia... Sondra Finchley
- Tersánszky Józsi Jenő: Kakuk Marci... Pattanó Rozi
- Fejes Endre: Rozsdatemető... Gizike
- Larni: A negyedik csigolya (Mr. Finn Amerikában)... Joan Lawford
- Moldova György: Arrivederci Budapest... Barbara

## Filmjei
| - Gerolsteini kaland (1957) - Nehéz kesztyűk (1957) - Édes Anna (1958) – Katica - Vasvirág (1958) - Égrenyíló ablak (1959) - Hosszú az út hazáig (1959) - Nyitva a kiskapu (1959, rövid játékfilm) - Dúvad (1960) – Szűcs Ferike húga (Böröndy Kati nevén) - Fapados szerelem (1960) – Józsa - Megöltek egy leányt (1961) – Zsiga barátnője, szobalány (Böröndy Kati nevén) - Házasságból elégséges (1962) - Az utolsó előtti ember (1963) – Zsuzska - Özvegy menyasszonyok (1964) – Sávolyné - Sárkányeresztés (1965, rövid játékfilm) - Szentjános fejevétele (1965) – Piri mamája - Sikátor (1966) – Erzsi - Vidám vasárnap (1966) | - Postásmese (1959) – Marinka - Cédula a telefonkönyvben (1961) – Jolán - Háry János (1962) – Örzse (Böröndi Katalin nevén) - Senki karácsonya (1962) - A vörös vendégfogadó (1965) - Törékeny boldogság (1965) - Példázat – 6. rész: Tiszta ügy (1966) – Erzsi - Princ, a katona (1966) – Soproni benzinkutas (Böröndy Kati nevén) - Úton (1967) |

## Szinkronszerepei
| Év   | Cím                                       | Szereplő                | Színész             | Szinkron év |
| ---- | ----------------------------------------- | ----------------------- | ------------------- | ----------- |
| 1952 | Kuszó Maxi                                | N/A                     | N/A                 | 1967        |
| 1958 | Igor és társai                            | Okszana Litovcsenko     | Ada Rogovceva       | 1959        |
| 1961 | Nincsenek kisistenek                      | Mara                    | Vera Đukić          | 1963        |
| 1962 | A halottak nem beszélnek                  | N/A                     | N/A                 | 1963        |
| 1962 | Társtalanul                               | Marta Cimlerová tanárnő | Marie Tomášová      | 1963        |
| 1962 | Varázslatok, avagy a tárgyak visszaütnek… | Asszisztens             | Gabriele Reismüller | 1965        |
| 1964 | Komédia a kilinccsel                      | Magda Jánská            | Vlasta Chramostová  | 1965        |